# Карденас, Алексис
Алексис Карденас Маркано (исп. Alexis Cárdenas Marcano; род. 24 марта 1976, Маракайбо) — венесуэльский скрипач.
В девятилетнем возрасте начал учиться музыке частным образом в своём родном городе у Хосе Луиса Бальды, играл в составе молодёжного камерного оркестра штата Сулия. В 12-летнем возрасте дебютировал с оркестром, исполнив скрипичный концерт Феликса Мендельсона. С 1990 г. продолжал образование в Национальной академии скрипки в Каракасе под руководством Хосе Франсиско дель Кастильо. После 1992 года учился в Нью-Йорке, Зальцбурге и Париже, в том числе у Маргарет Парди, Оливье Шарлье, Жан-Жака Канторова и Ролана Дюгарёя. В 1998 году получил диплом Парижской консерватории.
В 1999 году получил четвёртую премию Международного конкурса имени Лонг и Тибо в Париже, в 2003 году — вторую премию Монреальского международного конкурса исполнителей. В 2002 году на Международном конкурсе имени Паганини дошёл до полуфинала, но был удостоен специальной премии за лучшее исполнение современной пьесы.
На протяжении многих лет живёт и работает во Франции, концертмейстер Национального оркестра Иль-де-Франс. Выступал как солист с такими дирижёрами, как Марек Яновский, Лоуренс Фостер, Павел Коган, Густаво Дюдамель. Как ансамблист выступал во главе струнного квартета и трио, в 2007 году записал альбом Luz Negra в составе квартета с участием аккордеониста Ришара Гальяно.